# Cubocephalus subpolitus
Cubocephalus subpolitus là một loài tò vò trong họ Ichneumonidae.